# Хастадатта
Хастадатта — правитель древнеиндийской династии Кшахарата.
О принадлежавшем к древнеиндийской династии Кшахарата Хастадатте известно из обнаруженного нумизматического материала с его именем. Эти монеты, как и других правителей этого рода, имеют неразборчивые фрагментарные надписи, что связано, по замечанию Р. Мэирса, с некачественно изготовленными штампами. На реверсе надпись на кхароштхи о «победоносном Хастадатте». На аверсе также упоминается Хастадатта — на греческом языке. Его имя, как отметил Х. Фалк, означает «дан Хастой» (происходит от названия созвездия Ворона). Хастадатта стал править вместо братьев Хигатаки и Хигараки из того же рода, и его монеты имеют меньший вес.